# ミカエル・ルスティグ
カール・ミカエル・ルスティグ（Carl Mikael Lustig, 1986年12月13日 - ）は、スウェーデン・ウメオ出身の元同国代表サッカー選手。現役時代のポジションはディフェンダー。

## 経歴

### クラブ

#### 初期
ユース時代は4部を戦う地元のSandåkerns SKで2年過ごし、2004年に3部のウメオFCへ移籍した。

#### スンツヴァル
2005年8月1日に1部のGIFスンツヴァルへ引き抜かれ、8試合2得点を記録。同シーズンにクラブは2部降格が決定したため、翌シーズンから2年を2部で過ごすことになり、その間にリーグ戦57試合, 公式戦を含め61試合に出場した。2008年に1部へ復帰すると、UEFA EURO 2008のためリーグが一旦中断するまでの間の全11試合全べてに出場し、レギュラーであり続けた。同年7月に同胞のエリック・ハムレーン監督率いるノルウェー1部の名門ローゼンボリBKと移籍金800万スウェーデン・クローナ、3年半の契約を締結し、この移籍はイングランド1部のフラムFCへ去ったフレドリック・ストールの後釜として見られている。

#### ローゼンボリ
ローゼンボリでは、加入してすぐさま定位置を勝ち取り、翌年にはリーグ優勝のタイトルを獲得。3年目の2010年は、ニルス・アルネ・エッゲン監督の下でクラブはリーグ2連覇を達成。4年目では、ラデ・プリカ, ムシャガ・バケンガ, ジョン・チブイケ, ジム・ラルセン, モルテン・モルスクレットに次ぐクラブ内6位となる5得点を記録し、ヤン・ヨンソン監督体制下でも同様にレギュラーとして起用されていたが、クラブは3位でシーズンを終えた。
4シーズン在籍後の2011年11月にクラブを退団し、その際にスコティッシュ・プレミアリーグのセルティックFC, プレミアリーグのフラムFC, リーガ・エスパニョーラのRCDエスパニョールと欧州のクラブから関心を寄せられた。

#### セルティック
2011年11月13日に、セルティックとの事前契約締結の発表がされ、2012年1月1日に正式に入団した。様々なクラブから興味を持たれていたものの、最終的にセルティックを選んだ理由は、同クラブのレジェンドにしてスウェーデン代表のレジェンドでもあるヘンリク・ラーションの言葉に心を動かされたからだったと語っている。3月3日のアバディーンFC戦 (1-1) で移籍後初出場 をし、9月1日のハイバーニアンFC戦（ホーム2-2）で移籍後初得点を挙げた。同試合で2得点目も挙げたかに思われたが、後にオウンゴールとして記録された。

#### ヘント
2019年6月21日、KAAヘントへ完全移籍。

#### AIK
2020年8月25日、母国スウェーデンのAIKソルナにフリーで加入。2022シーズン終了後、現役引退を表明した。

### 代表
ハンス・リンドボム監督率いるU-18代表を経て、2006年のシーズン中に行われたUEFA U-21欧州選手権2009予選でトミー・セデベリ監督率いるU-21代表デビュー。以降を定期的に招集され、2009年5月下旬にはセデベリ監督とヨルゲン・ランナルトソン監督の下、自国で開催されるU-21欧州選手権本大会のメンバーにも選出された。本大会でもレギュラーとして出場し、チームは準決勝に進出するもU-21イングランド (3-3) 相手にPK戦の末に敗れた。U-21では合計21試合に出場 し、副主将に任命されていた。
2008年1月にラーシュ・ラーゲルベック監督率いるA代表に初招集され、19日のアメリカ戦（0-2敗北）で初出場を記録。2011年3月29日にUEFA EURO 2012予選のモルドバ戦（2-1勝利）で初得点を記録。2012年10月16日に2014 FIFAワールドカップ・ヨーロッパ予選のドイツ戦で通算2得点目を記録。同試合は0-4と大差を付けられていたが、残り30分で4得点を返し引き分けに持ち込んでいる。
UEFA EURO 2020では、大会全4試合に出場したが、ベスト16でウクライナ代表に敗れた。同大会終了後、代表から引退することを発表した。

## 代表歴

### 出場大会
- スウェーデン代表
  - 2018 FIFAワールドカップ

### 試合数
- 国際Aマッチ 94試合 6得点（2008年-2021年）[19]

| スウェーデン代表 | 国際Aマッチ | 国際Aマッチ |
| 年               | 出場        | 得点        |
| ---------------- | ----------- | ----------- |
| 2008             | 1           | 0           |
| 2009             | 1           | 0           |
| 2010             | 10          | 0           |
| 2011             | 11          | 1           |
| 2012             | 8           | 1           |
| 2013             | 10          | 0           |
| 2014             | 3           | 0           |
| 2015             | 4           | 0           |
| 2016             | 7           | 2           |
| 2017             | 8           | 2           |
| 2018             | 11          | 0           |
| 2019             | 8           | 0           |
| 2020             | 5           | 0           |
| 2021             | 7           | 0           |
| 通算             | 94          | 6           |

## タイトル
クラブ
ローゼンボリBK
- エリテセリエン : 2009, 2010

セルティックFC
- スコティッシュ・リーグ・カップ : 2014-15, 2016-17, 2017-18
- スコティッシュ・プレミアシップ : 2011-12, 2012-13, 2013-14, 2014-15, 2015-16, 2016-17, 2017-18
- スコティッシュ・カップ : 2012-13, 2016-17, 2017-18